# Rick Roberts
Rick Roberts, właśc. Richard Charles Roberts (ur. 13 listopada 1965 w Hamilton) – kanadyjski aktor.

## Życiorys

### Wczesne lata
Urodził się w Hamilton w prowincji Ontario. Dorastał w Edmonton w prowincji Alberta. W 1991 ukończył studia teatralne w National Theatre School of Canada w Montrealu.

### Kariera
Występował na scenie w sztukach Williama Shakespeare’a – Henryk V Król Lear, Makbet, Sen nocy letniej i Ryszard III, a także w kanadyjskich przedstawieniach – Edward IV Thomasa Heywooda i Wtorki z Morriem Mitcha Alboma.
W 1992 po raz pierwszy trafił na mały ekran w jednym z odcinków serialu fantastycznonaukowym Beyond Reality. Rok później zadebiutował w roli barmana Roberta w komediodramacie Denysa Arcanda Love & Human Remains (1993), którego akcja rozgrywa się w dobie AIDS u boku Thomasa Gibsona. Wkrótce został obsadzony w roli bystrego i nieśmiałego bankiera inwestycyjnego Donalda D’Arby’ego w serialu CBC Traders (1996–1998), za którą w 1998 był nominowany do Nagrody Gemini. Od 21 września 1998 do 10 maja 1999 grał postać lekarza Evana Newmana w serialu medycznym CBS Lekarze z Los Angeles (L.A. Doctors). W komediodramacie Barry’ego Levinsona Człowiek roku (2006) wystąpił jako Hemmings.

## Życie prywatne
Zawarł związek małżeński z Marjorie Campbell, z którą ma dwóch synów – Benjamina i Isaaca.

## Seriale
- 1997: F/X jako Matt Cherico
- 1998–1999: Lekarze z Los Angeles jako dr Evan Newman
- 2000: Powrót do Providence jako dr Hopper
- 2005: Kevin Hill jako D. A. Miller
- 2006: Derek kontra rodzinka jako Dennis MacDonald
- 2007: Firma – CIA jako William Colby
- 2008: Detektyw Murdoch jako dr Gilbert Birkins
- 2010: Degrassi: Nowe pokolenie jako następny sędzia nastoletniej gwiazdy
- 2011–2014: Republika Doyle’ów jako major William Cadigan Clarke
- 2012: Pułapki umysłu jako Philip Klane
- 2012: Stróż prawa jako Winfred Haverford
- 2012, 2014: Szpital nadziei jako dr Druckerberg
- 2014: Kamuflaż jako zastępca DCI Joseph Nichols
- 2014: Sama przeciw wszystkim jako senator Mandel
- 2018: Designated Survivor jako generał